# Brabantse Successieoorlog
De Brabantse Successieoorlog (15 juni 1356 – 4 juni 1357) was een successieoorlog die ontstond na het overlijden van hertog Jan III van Brabant. Hij had geen zonen en zijn drie dochters waren getrouwd met de hertog van Luxemburg, de hertog van Gelre en de graaf van Vlaanderen, die hierdoor onderling in een strijd verwikkeld raakten over het eigendom van het Hertogdom Brabant.

## Voorgeschiedenis

### Conflict over Mechelen
In 1336 werd hertog Jan III samen met de Vlaamse graaf Lodewijk I van Nevers, medeheer van de heerlijkheid Mechelen, die sinds de 10e eeuw een kleine enclave van het prinsbisdom Luik midden in Brabants territorium was. Door de Verdragen van Saint-Quentin (1347) kwam Mechelen volledig aan zijn oudste zoon Hendrik toe en werd zijn dochter Margaretha van Brabant uitgehuwelijkt aan Lodewijk van Male, zoon van Lodewijk van Nevers.:82–83

### Successiecrisis

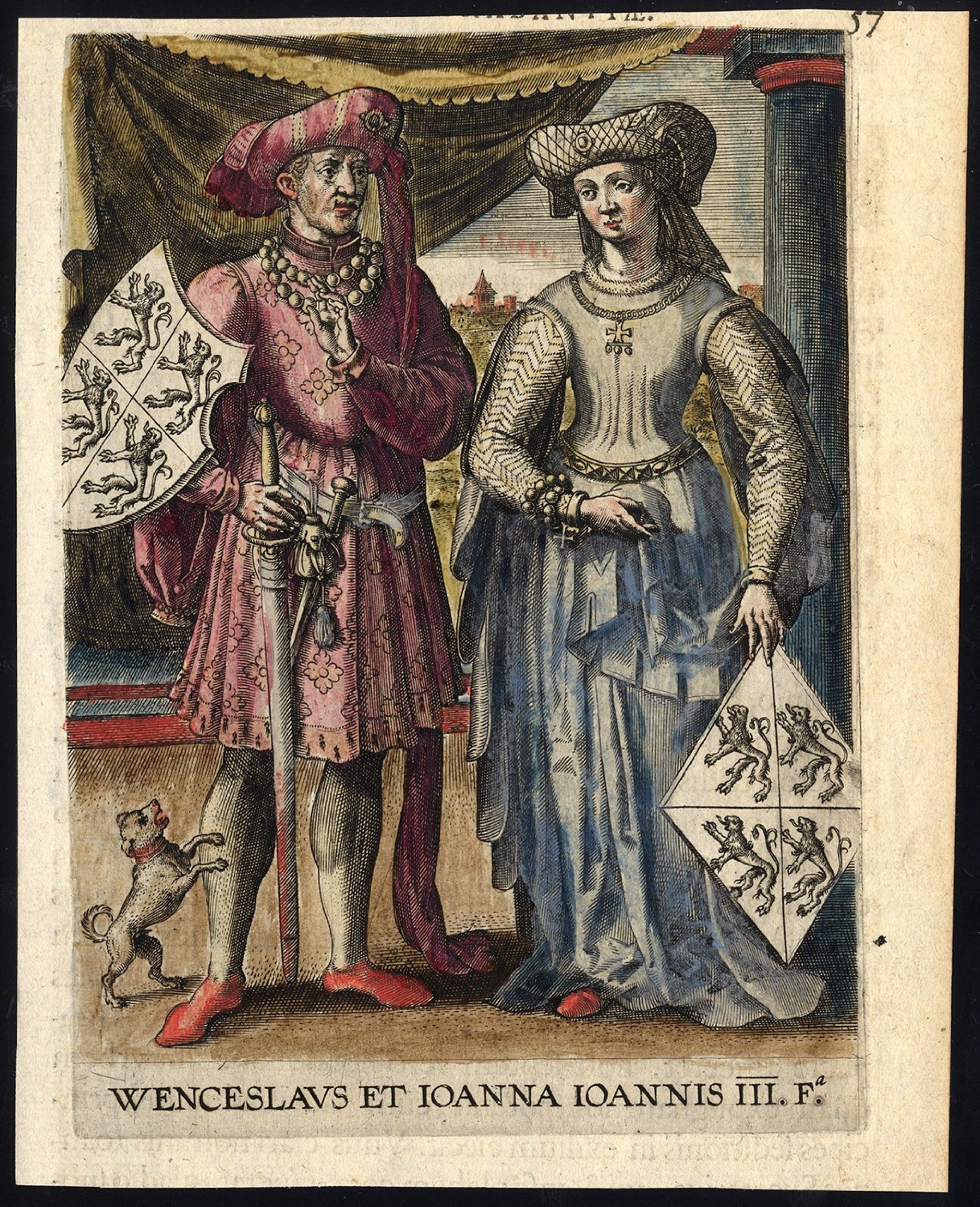
Wenceslaus en Johanna

Aan het einde van zijn leven had Jan III een opvolgingsprobleem: zijn drie zonen Jan (1335), Hendrik (1349) en Godfried (1352) waren al eerder dan hij overleden, zodat alleen zijn drie dochters overbleven:
- Johanna van Brabant, getrouwd met hertog Wenceslaus I van Luxemburg
- Margaretha van Brabant, getrouwd met graaf Lodewijk van Male, alias Lodewijk II van Vlaanderen
- Maria van Brabant, getrouwd met hertog Reinoud III van Gelre

In 1354 bepaalde Jan III dat Johanna al zijn gebieden zou erven en dat Margaretha en Maria financieel gecompenseerd zouden worden. Toen Jan III op 5 december 1355 overleed, werd hij zoals afgesproken in Brabant en Limburg opgevolgd door zijn oudste dochter Johanna. Deze erfregeling werd echter betwist door zijn schoonzoons in Gelre en Vlaanderen, die aanstuurden op het verdelen van Brabant en Limburg tussen de drie dochters en dus tussen Luxemburg, Vlaanderen en Gelre. De Brabantse steden en adel hadden het risico voorzien dat het land tussen de drie zussen zou worden verdeeld en sloten al op 8 maart 1355 respectievelijk 17 mei 1355 verbonden, waarbij zij bepaalden dat de nieuwe hertog(in) alleen ingehuldigd zou worden als hij/zij beloofde het land niet in stukken te scheiden. De eensgezindheid van de steden (van wie de – zich vaak in de schulden werkende – hertogen sterk afhankelijk waren voor belastinginkomsten) en de vijf chaotische troonswisselingen tussen 1248 en 1356 hadden ervoor gezorgd dat de hertogelijke macht aanzienlijk was afgenomen en dat regeren onmogelijk was zonder in verregaande mate de eisen van de stedelingen tegemoet te komen. Een eventuele driedeling van het land zou de eensgezindheid en dus macht van de Brabantse steden breken, dus verzetten zij zich er fel tegen. Aangezien Johanna onder druk van de Brabantse steden en adel vasthield aan haar aanspraken op het gehele grondgebied van Brabant–Limburg als de oudste dochter en zodoende de enige legitieme opvolger van Jan III, was het uitbreken van de Brabantse Successieoorlog onvermijdelijk.

### Blijde Inkomst
Allereerst moesten Johanna en Wenceslaus ervoor zorgen dat ze in Brabant zelf erkenning en genoeg steun kregen van de steden en adel. Die waren daartoe wel bereid, maar wilden in ruil daarvoor meer vrijheden, minder belasting en de belofte dat het hertogdom niet zou worden opgesplitst. Ter gelegenheid van hun Blijde Intrede op 3 januari 1356 moesten Johanna en Wenceslaus daarom de Blijde Inkomst verlenen, waarbij onder meer aan de inwoners van Brabant een aantal rechten werd toegekend en de integriteit van het Brabants territorium werd gewaarborgd. Hoewel de Blijde Inkomst door de gevolgen van de Brabantse Successieoorlog een dode letter is gebleven (bij de hernieuwde inhuldiging van Johanna en Wenceslaus een jaar later werd het handvest volkomen genegeerd), is het charter inspirerend blijven werken en hebben tot aan de Franse Revolutie alle vorsten in Brabant een analoge oorkonde moeten verlenen. Voor Johanna betekende het destijds dat zij in Brabant zelf erkend werd als hertogin van Brabant en Limburg, zij het met minder macht dan haar voorgangers. Eind februari 1356 werd tot slot de positie van Wenceslaus als hertog-gemaal geregeld; daarna kon de begrafenis van wijlen hertog Jan III plaatsvinden, want de Brabantse steden hadden bepaald dat deze pas mocht gebeuren nadat de opvolging netjes geregeld was.

## Oorlog

Hertogdom Brabant
Hertogdom Limburg (Brabants)
Heerlijkheid Mechelen (Brabants)
Graafschap Vlaanderen
Graafschap Namen (Vlaamse bondgenoot)
Hertogdom Luxemburg (Brabantse bondgenoot)
Hertogdom Gelre
Graafschap Zutphen (Gelders)
Zutphense vazallen (Gelders)
Henegouwen, Holland en vazallen ('bemiddelaar')

Nadat diplomatie tussen de drie gezusters en hun echtgenoten vastliep, brak in juni 1356 de oorlog uit. Reinoud III van Gelre nam in 1356 genoegen met de heerlijkheid Turnhout en een behoorlijke jaarrente. De Vlaamse graaf Lodewijk van Male daarentegen viel met succes tot tweemaal toe het Brabantse territorium binnen.

### Vlaamse invasie
Op 17 augustus 1356 versloegen de Vlamingen de Brabanders in de slag bij Scheut in de buurt van Anderlecht, en bezetten vervolgens de hoofdstad Brussel (18 augustus), Mechelen op 20 augustus, Leuven en Vilvoorde op 22 augustus, Antwerpen en Grimbergen op 23 augustus, Tienen en Nijvel op 24 augustus.> Onder meer Breda en 's-Hertogenbosch bleven uit Vlaamse handen en trouw aan de hertogin, die een veilig heenkomen zocht eerst in Binche en later in 's-Hertogenbosch, waar zij de legitieme regering van het 'vrije Brabant' voortzette.

### Brabantse steden verjagen Vlamingen
Wenceslaus verzocht zijn broer, keizer Karel IV, om hulp. Die zegde deze uiteindelijk begin oktober 1356 toe. Op 6 oktober informeerde hertogin Johanna Leuven en Brussel dat de keizer zijn broer Wenceslaus zou steunen en dat er een leger aankwam om Brabant te bevrijden. Hierdoor kantelde de publieke opinie tegen de Vlamingen en schaarden vele edelen zich openlijk aan de kant van de hertogin. Op 24 oktober gingen enkele bewapende burgers onder leiding van Everaard t'Serclaes over tot actie, beklommen de Brusselse wallen, het stadhuis en de Sint-Katelijnepoort, haalden de daar wapperende Vlaamse vlaggen neer en vervingen hen door de Brabantse banier. De Brusselse bevolking was onder de indruk, kwam in opstand en joeg het Vlaamse garnizoen de stad uit. Binnen vijf dagen vonden gelijkaardige opstanden plaats in alle andere door Vlaanderen bezette steden en eind oktober schreef Wenceslaus aan de keizer dat het hele hertogdom was bevrijd, met uitzondering van de heerlijkheid Mechelen, nog voordat de keizerlijke interventie had plaatsgevonden.

### Namen neutraal
Met de winter in aantocht beperkten de krijgshandelingen zich tot schermutselingen. Lodewijk van Male was de achterneef van Willem I van Namen, die hem steunde in zijn strijd. De Brabanders voerden echter succesvolle aanvallen uit op het markgraafschap Namen en op 26 november 1356 werd er een wapenstilstand van een maand overeengekomen. Op 6 februari 1357 verklaarde graaf Willem van Namen dat hij geen oorlog meer zou voeren tegen Brabant en dat hij als vazal van de graaf van Vlaanderen hooguit een beperkt aantal troepen zou leveren.
Op 9 februari 1357 sloten Johanna en Wenceslas in Maastricht een verdrag met Karel IV, waarin werd bepaald dat dat als Johanna kinderloos zou overlijden, Brabant aan het Luxemburgse huis zou toekomen (waarvan Karel IV het hoofd was) en dat de successieoorlog niet mocht worden beslecht zonder zijn instemming.

### Hollands-Henegouwse interventie
Lodewijk wilde de oorlog niet opgeven, ook al had hij een gebrek aan manschappen om deze voort te zetten. Brabant had echter behoefte aan vrede en verzocht Willem van Beieren, graaf van Holland en Henegouwen, om te bemiddelen; die schaarde zich op 29 maart 1357 aan Brabantse zijde op voorwaarde dat hij de heerlijkheid Heusden in bruikleen kreeg. Op 12 april beloofde Willem zelfs militaire steun met 1000 ridders en 8000 voetknechten, maar op 5 mei liep hij plotseling over naar Vlaamse zijde en dreigde Lodewijk te steunen als er geen vrede werd gesloten. Onder deze druk besloten Johanna en Wenceslaus op 1 juni om hem de vredesonderhandelingen te laten leiden.

## Vrede van Aat
De strijd werd besloten met de Vrede van Aat (4 juni 1357), waarbij Lodewijk de rechten van zijn oudste schoonzus Johanna erkende, maar wel de heerlijkheden Antwerpen en Mechelen verkreeg, de dorpen Oosterweel, Oorderen met Ordam, Koestelle, Lillo, Stabroek, Berendrecht, Zandvliet en Borgvliet, alsmede het recht de titel hertog van Brabant te blijven voeren.